# Виторино да Фелтре
Виторино да Фелтре (на италиански: Vittorino da Feltre) роден като Виторино Рамболдини (Vittorino Ramboldini), е италиански ренасансов хуманист и учител. Той е най-прочутият учител по неговото време. Световна слава му донася дейността в т.нар. „Дом на радостта“, който Виторино основава в двора на мантуанския граф Джовани Гондзага.

## Биография
Роден е през 1378 г. във Фелтре, тогава част от Венецианската република. Следва в Университета на Падуа и преподава там по-късно.
През 1423 г. е помолен от Джанфранческо I Гонзага, граф и по-късно маркграф на Мантуа, да преподава на децата му. Виторино да Фелтре основава в двора на маркграфа училище, в което преподава на децата му, както и на деца от други известни фамилии. Много от градските нецърковни училища придобиват хуманистична насоченост. Това става чрез заменяне на средновековния латински с класически, реториката с литература, дидактиката с математика, чрез въвеждане на гръцки, а някъде и на еврейски език. Уроците на Виторини биват толкова приятни, че училището става известно като „Дом на радостта“. Неговата организация и идеи впоследствие се пренасят и на други места в Италия.
Умира на 2 февруари 1446 г. в Мантуа на 68-годишна възраст.